# NGC 5545
NGC 5545 (другие обозначения — UGC 9143, IRAS14149+3648, MCG 6-31-91, KUG 1414+368, VV 210, KCPG 422B, ARP 199, PRC D-46, PGC 51023) — галактика в созвездии Волопас.
Этот объект входит в число перечисленных в оригинальной редакции «Нового общего каталога».